# Primulaceae
Primulaceae ou Primuláceas são uma família de angiospermas (plantas com flores), pertencente à ordem Ericales. Apresentam aproximadamente 68 gêneros e aproximadamente mais de  2.700 espécies, incluindo muitas espécies ornamentais, sendo que uma das mais conhecida é a prímula. São ervas, arbusto, subarbustos e árvores, terrestres ou aquáticas.

## Características morfológicas
- Caule

Primulaceae tem como forma de vida arbusto, erva, árvore e subarbusto. Com frequência é possível observar benzoquinonas e cavidades onde é secretado uma substância resinosa amarelada, avermelhada ou preta.
- Folhas

Possui folhas alternas e espiraladas, opostas ou verticiladas, sendo muitas vezes em roseta basal nas plantas herbáceas simples, inteiras e serreadas, às vezes lobadas, como sua venação peninérvea e estípulas ausentes.
- Flor

Possui inflorescência determinadas ou indeterminadas, sendo elas em alguma vezes reduzidas a uma flor somente, terminais ou axilares. Suas flores podem ser bissexuais ou unissexuais. Suas flores são radias, ou às vezes heterostílicas. Com 4 ou 5 sépalas e suas flores podem conter geralmente 4 ou 5 pétalas. Pode conter 4 ou 5 estames opostos ou lobados da corola. Suas anteras às vezes são deiscentes por poros apicais; grãos de pólen tricolporados ou 5-8 zonozonocolpados. Possui de 3 a 5 carpelos, com ovário geralmente súpero ou raramente semi-ínfero, sendo a sua placentação livre, e seu eixo placentífero central espesso e levemente globoso, com isso ele praticamente enche o lóculo; seu estigma é pontuado ou capitado, mas às vezes pode ser  lobado. Seus óvulos podem ser de quantidade pequena até grandes quantidades, com um ou dois tegumentos e paredes do megasporângio fina. Geralmente não possui nectário.
- Fruto

Seu fruto pode ser classificado como cápsula deiscente através de valvas ou circuncisa, baga com uma quantidade grande de sementes que se encontram em um eixo placentífero carnoso, ou pode ser drupa com um caroso com somente uma ou poucas sementes.

## Filogenia
Primulaceae é um grupo monofilético, que inclui grupos previamente tratados como famílias isoladas, sendo elas Theophrastaceae, Myrsinaceae e Maesaceae, o que evidencia isso são as sinapomorfias: presença de canais ou cavidades secretoras esquizógenas contendo uma substância resinosa amarelada, avermelhada, pelos seus estames opostos aos lobo da corola; pela placentação central livre com eixo central espesso e levemente globoso; bem como também por sequência de DNA. (JUDD et al., 2009)
Maesa é um gênero onde suas plantas são lenhosas tropicais com lobos da corola induplicado-valvados e ovário semi-ínfero que é aparentemente grupo irmão de todos os outros gêneros primulóides, que são caracterizados pelos seus lobos da corola imbricados. Dentro desse clado que estamos discutindo, Jacquinia, Clavija, Samolus e outros táxons são constituintes do grupo-irmão do resto dos gêneros onde houve o reaparecimento do verticilo externo de estames na forma de estaminoides bem desenvolvido; em muito gêneros pode se observar folhas pseudoverticiladas com fibras subepidérmicas e frutos bem característicos do tipo baga. Os outros gêneros formam um outro grupo monofilético, ou seja, o clado Primula + Lusimachia + Myrsine, que é apoiado por duas omissões de ndhF, por causa da perda do verticilo estaminal externo e, talvez, também pela presença de frutos capsulares. (JUDD et al., 2009)
De acordo com Judd et al. (2009), o clado Primula + Lusimachia + Myrsine, pode ser dividido em duas subfamílias, onde o primeiro, Primuloideae, que inclui Primuna, Androsace e táxons afins, onde estão inclusas as plantas herbáceas que não possuem cavidades de resinas, que possuem flores de corolas levemente campanuladas, que possuem frutos capsulares e inflorescência que contem escapos. O segundo clado é composto por Myrsinoideae, onde geralmente apresentam cavidades resiníferas onde também estão inclusas as ervas que possuem frutos capsulares, como Coris, Ardisiandra e também os gêneros de Lysimachieae, por exemplo, Anagallis, Gaux, Lysimachia e Trientalis, ou aqueles que possuem árvores e arbustos com frutos drupáceos, como Ardisia, Myrsine, Wallenia e Embelia. Todos esses gêneros que possuem frutos drupáceos formam um clado bem sustentado dentro de Primulaceae, e por sequências de DNA, drupas com uma única semente e sementes com hilo deprimido. (JUDD et al., 2009)

## Ocorrências no Brasil
Regiões com ocorrência confirmada:
Norte (Acre, Amazonas, Amapá, Pará, Rondônia, Roraima, Tocantins)
Nordeste (Alagoas, Bahia, Ceará, Maranhão, Paraíba, Pernambuco, Piauí, Rio Grande do Norte, Sergipe)
Centro-oeste (Distrito Federal, Goiás, Mato Grosso do Sul, Mato Grosso)
Sudeste (Espírito Santo, Minas Gerais, Rio de Janeiro, São Paulo)
Sul (Paraná, Rio Grande do Sul, Santa Catarina) Possíveis ocorrências:
Domínios Fitogeográficos: Amazônia, Caatinga, Cerrado, Mata Atlântica
Gêneros que ocorrem no Brasil: Ardisia Sw., Clavija Ruiz & Pav., Ctenardisia Ducke, Cybianthus Mart., Geissanthus Hook.f., Jacquinia L., Lysimachia L., Myrsine L., Parathesis (A.DC.) Hook.f., Samolus L., Stylogyne A.DC.

## Gêneros
- Aegiceras L.
- Aleuritia Spach
- Amblyanthus A.DC.
- Amblyanthopsis Mez
- Anagallis L
- Androsace L. (syn. Douglasia, Vitaliana)
- Apochoris Duby
- Ardisiandra Hook. f.
- Aretia Link
- Asterolinon Hoffmanns. & Link
- Auganthus Link
- Badula Juss.
- Bernardina Baudo
- Bryocarpum Hook. f. & Thomson
- Carolinella Hemsl.
- Centunculus L.
- Comomyrsine Hook.f.
- Coris Tourn. ex L.
- Cortusa L.
- Cyclamen L.
- Dionysia Fenzl
- Dodecatheon L.
- Douglasia Lindl.
- Euparea Banks & Sol. ex Gaertn.
- Evotrochis Raf.
- Glaux L.
- Hottonia L.
- Kaufmannia Regel
- Lubinia Comm. ex Vent.
- Lysimachia L.
- Lysimachiopsis A.Heller
- Lysis Kuntze
- Meadia Mill.
- Nummularia Hill
- Omphalogramma (Franch.) Franch.
- Pelleteria Poir.
- Pelletiera A. St.-Hil.
- Pomatosace Maxim.
- Primula L.
- Primulidium Spach
- Samodia Baudo
- Samolus L.
- Sheffieldia J.R.Forst. & G.Forst.
- Soldanella L.
- Steironema Raf.
- Stimpsonia C.Wright ex A.Gray
- Tridynia Raf. ex Steud.
- Trientalis L.
- Vitaliana Sesl.